# Stjepan Miletić
Stjepan Miletić (Zagreb, 24. ožujka 1868. – München, 8. rujna 1908.), bio je hrvatski kazališni intendant, redatelj, kazališni kritičar i književnik.

## Životopis
Stjepan Miletić mlađi rodio se u Zagrebu 1868. godine u plemićkoj obitelji Stjepana Miletića. Studirao je filozofiju u Beču a tu je i doktorirao. Od mladih dana piše kazališne i književne prikaze te kazališne komade koji su izvođeni na zagrebačkoj pozornici. Preuzevši upravu HNK u Zagrebu, 11. veljače 1894. godine, proveo je niz administrativnih, tehničkih i umjetničkih reformi: uveo funkciju intendanta, uveo električnu rasvjetu, obnovio Operu, osnovao prvu glumačku školu u Hrvatskoj. U svojoj drugoj sezoni intendanta HNK preselio je, 14. listopada 1895. godine, kazalište u novu zgradu. Vodio je HNK samo četiri sezone ali je ostavio neizbrisiv trag u životu kazališta. Bio je imućan i na kazalište je potrošio velike svote novca, ali mu je to isto omogućilo samostalnost u provođenju kazališne politike te nije bio ovisan o državnim dotacijama. Svoj rad na usavršavanju jezika te modernizaciji stila i poboljšanju repertoara zagrebačkog teatra prikazao je u memoarskoj ali i analitočkoj knjizi Hrvatsko glumište iz 1904. godine. Autor je nekoliko drama i libreta. S pravom nosi titulu utemeljitelja hrvatskog glumišta. Bio je starješina Saveza hrvatskih sokolskih društava. Zagrebu je poklonio Preradovićev spomenik. Njegov sin Oktavijan Miletić bio je pionir i doajen hrvatske (i jugoslavenske) kinematografije te vrsni snimatelj koji je režirao prvi hrvatski zvučni film Lisinski.
Umro je u Münchenu 8. rujna 1908. godine a tijelo mu je preneseno i pokopano na Mirogoju 13. rujna 1908. godine.

## Književno stvaralaštvo
Pisao je kazališne komade različitih žanrova i utjecaja kao što su: komedije, tragedije, lakrdije. Također pisao je i refleksivnu liriku i drame. Sveukupno je napiasao četiri drame: Grof Paližna i Boleslav te samo dvije iz zamišljene pentologije o hrvatskim kraljevima, Tomislav i Pribina.

## Djela
- Iz raznih novina: probrani sastavci o kazalištu, umjetnosti i književnosti, knj. I., Zagreb, 1887., knj. II., Zagreb, 1909.
- Diletanti: lakrdija u jednom činu, Zagreb, 1887.
- Zaboravljeni ljudi: dramatična pjesan. Spjevao Stj. pl. Miletić, Zagreb, 1891.
- Grof Paližna: drama u pet činova, Zagreb, 1892., (češko izd. Hrabě Paližna: drama o pěti jednáních. Z charvátského jazyka přeložil a upravil Josef Záruba, Prag, 1907.)
- Die Ästhetische Form des abschliessenden ausgleiches in den Shakespeare'schen Dramen / von Stephan von Miletich, Zagreb, 1892.
- Boleslav: tragedija u pet činova, Zagreb, 1894.
- Slava umjetnosti: scenski prolog u 3 slike, Zagreb, 1895.
- Grobne pjesme. Spjevao Stjepan pl. Miletić, Zagreb, 1889.
- Kraljev hir: komična opera u 1 činu. Napisali August Harambašić i Stjepan Miletić [glasbu skladao Ivan pl. Zajc], Zagreb, 1889. (elektronička inačica)
- Hrvatski kraljevi (924. – 1102.). Pentologija, Zagreb, 1901.
- Hrvatsko glumište: (1894-1899): dramaturški zapisci, I-II, Zagreb, 1904. (elektronička inačica)
- Stjepan Miletić, Preporod hrvatske književnosti - Opis Bukovčevog zastora u hrv. zemalj. kazalištu, Zagreb, 1904.

### Posmrtno
- Hrvatsko glumište/ Stjepan Miletić, (priredio Nikola Batušić), Zagreb, 1978.
- Stjepan Miletić, Preporod hrvatske književnosti - Opis Bukovčevog zastora u hrv. zemalj. kazalištu, (pretisak izdanja iz 1904.), Zagreb, 1990.
- Marijan Derenčin: Ladanjska opozicija, Stjepan Miletić: Izabrana djela, Julije Rorauer: Izabrana djela, (izabrana djela u sklopu biblioteke Stoljeća hrvatske književnosti, priredili Nikola Batušić i Nedjeljko Fabrio), Zagreb, 2010.

## Vanjske poveznice
Mrežna mjesta
- Stjepan Miletić, virtualna izložba, KGZ, 2012.